# Roeselare
Roeselare [ˈɾusəla:rə] (französisch Roulers) ist eine Stadt im Zentrum der belgischen Provinz Westflandern. Sie hat 66.262 Einwohner (Stand 1. Januar 2024). Zur Gemeinde gehören auch die Orte Beveren, Oekene und Rumbeke.
Die Stadt gehört zum Kooperationsraum Eurometropole Lille-Kortrijk-Tournai (auch Eurodistrikt Lille-Kortrijk-Tournai), der sich beidseits der Grenze von Belgien mit Frankreich erstreckt und als Europäischer Verbund für territoriale Zusammenarbeit (EVTZ) organisiert ist.

## Geschichte
Die erste urkundliche Erwähnung Roeselares stammt aus dem Jahr 822, als Kaiser Ludwig der Fromme dem Kloster Saint-Amand bei Valenciennes Güter auch in „Roslar“ schenkte (Regesta Imperii I, 757). Diese Schenkung bestätigte König Karl II. (der Kahle) im Jahr 847 (Diplomata Charles II, 092). Im 10. Jahrhundert war Roeselare in der Region ein wichtiges Handelszentrum. Im Jahre 1250 bekam die Siedlung Stadtrechte. 1488 wurde die Stadt durch Maximilian I. von Habsburg komplett verwüstet. Nach Kämpfen mit Frankreich wurde 1678 der Friedensvertrag von Nimwegen abgeschlossen, wobei einige Teile von Flandern unter französische Herrschaft gerieten, so auch Roeselare. In den Jahren unter französischer Herrschaft entwickelte sich die Stadt zu einem berüchtigten Schmugglerzentrum, da die Stadt unmittelbar an der Grenze lag. Hier siegten am 13. Juli 1794 die Franzosen unter Pichegru und MacDonald über die Österreicher unter Clerfait. Nach der Niederlage Napoleons I. in der Schlacht bei Waterloo und dem Wiener Kongress von 1815 gehörte die Stadt zum Vereinigten Königreich der Niederlande.
Aufgrund der Dominanz der französischen Sprache gegenüber den flämischen Dialekten kam es am 28. Juli 1875 zu einem Studentenaufstand. Der Anführer des Aufstands gegen den Gebrauch von Französisch im Unterricht war der in der Region sehr bekannte Autor und Dichter Albrecht Rodenbach.
Im Ersten Weltkrieg diente die Stadt den deutschen Truppen als Garnisonsort für den Ypernbogen.

### Namenserklärung

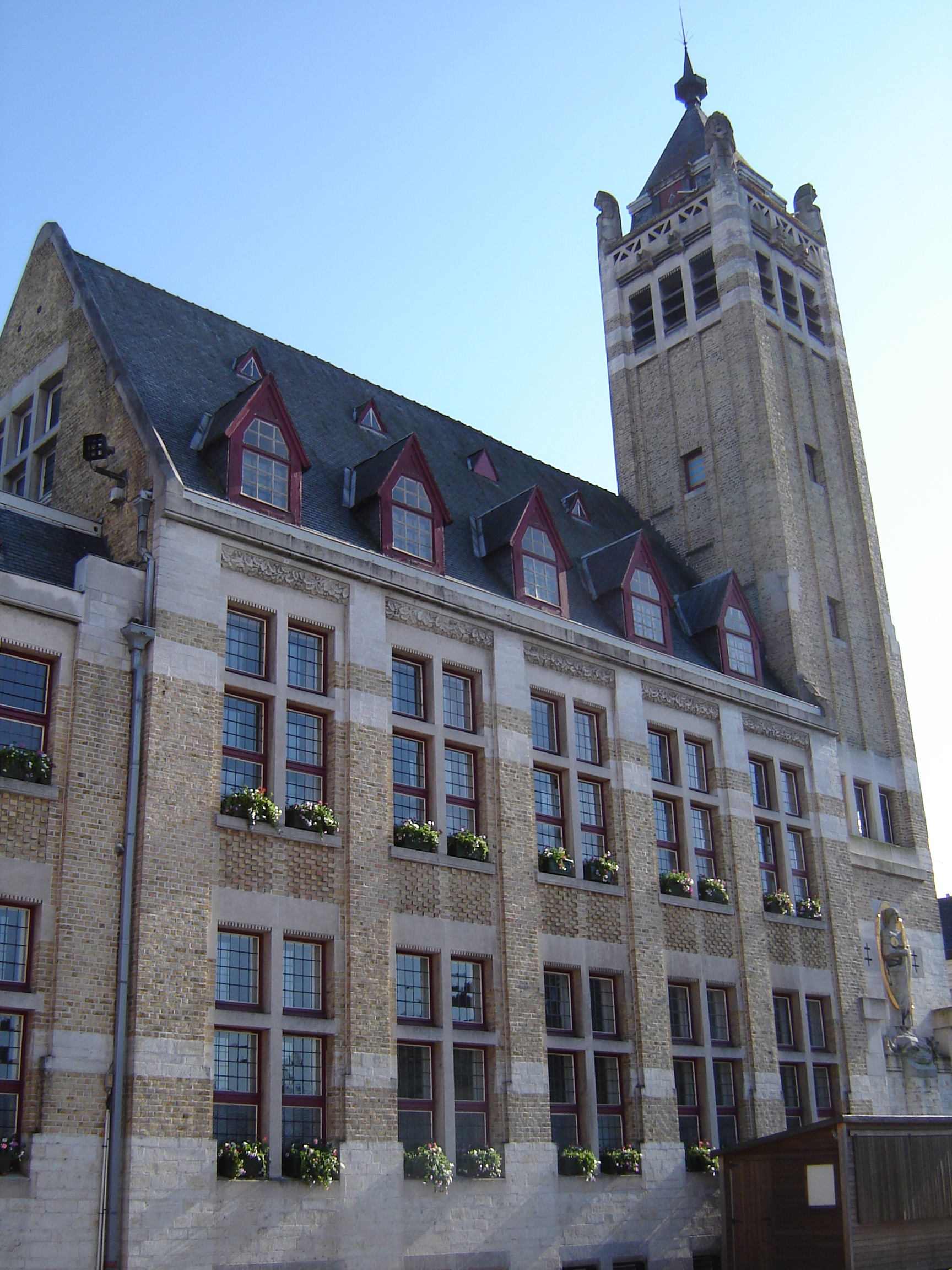
Rathaus von Roeselare

Roeselare hatte im Laufe der Zeit verschiedene Schreibvarianten. Bis zum Ende des 11. Jahrhunderts wurde die Stadt Rosellaere genannt, dann eine kurze Zeit Russelaere und zwischenzeitlich auch, der heutigen Schreibweise sehr ähnlich, Roesellaere. Durch die Verschiebung der Grenzen im 17. Jahrhundert wird daraus das französische Roussellaere. Erst seit 1937 wird die Stadt Roeselare geschrieben.
Der Ursprung des Namens liegt nach heutigem Stand der Forschung in dem gotischen Wort raus, was die Bedeutung von Schilfrohr hat, und dem germanischen Wort hlearis, was so viel wie Waldlichtung heißt.

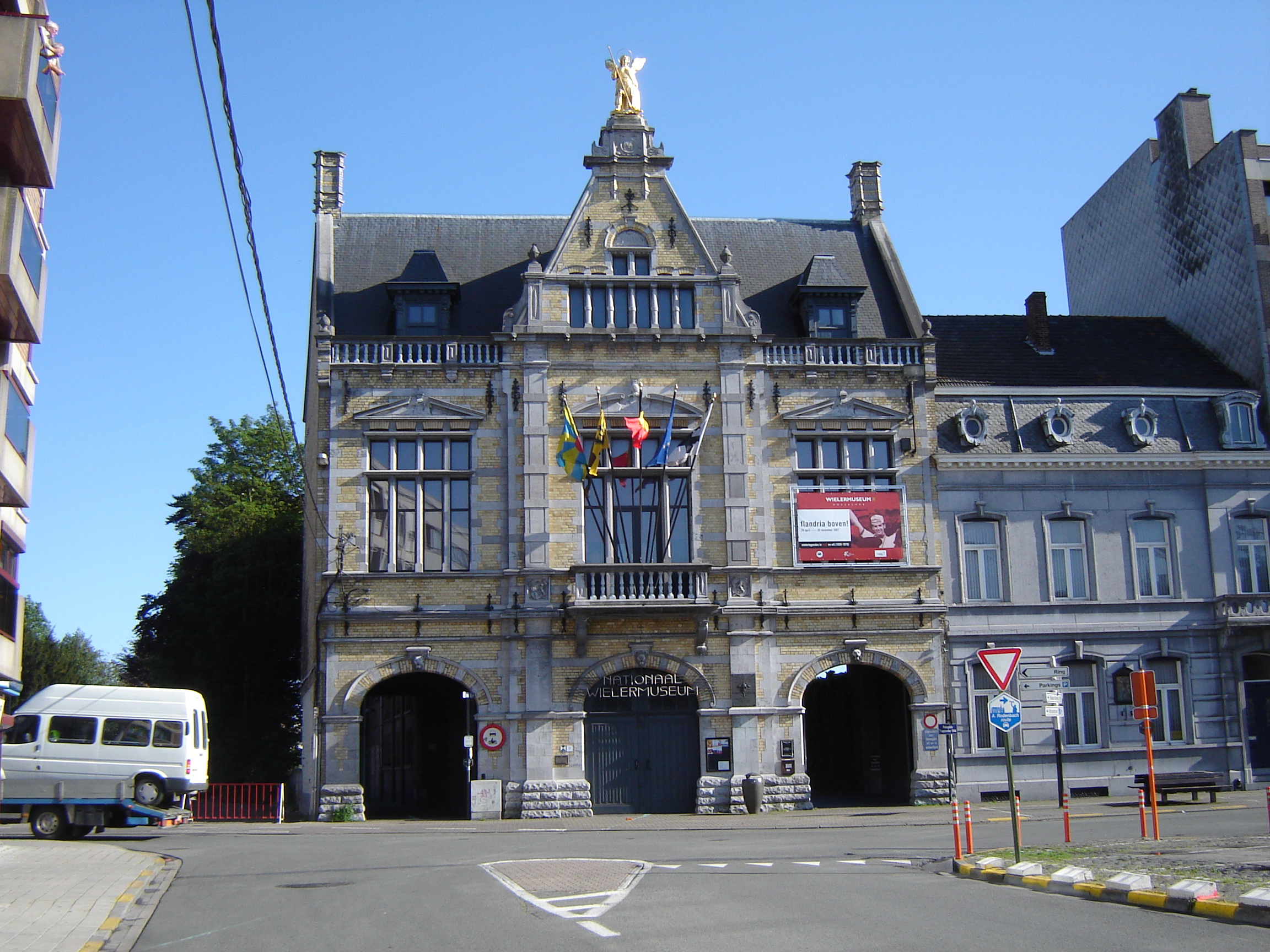
Das „Nationaal Wielermuseum“

### Partnerschaften
Seit 1965 hat Roeselare eine inoffizielle Partnerschaft mit dem deutschen Dorf Trulben.

## Politik

### Stadtrat
- PVDA: 0
- Vooruit: 3
- Groen: 1
- Open VLD: 2
- CD&V: 17
- N-VA: 6
- VB: 10
- Sonst.: 0

Nach der Wahl wurde eine Koalition aus CD&V, Vooruit und OpenVLD gebildet. Sie kommen zusammen auf 22 der 39 Sitze.
- PVDA: 0
- Vooruit: 22
- Groen: 11
- Open VLD: 19
- CD&V: 81
- N-VA: 28
- VB: 28
- Sonst.: 0

Man könnte z. B. eine Koalition aus CD&V, OpenVLD oder Vooruit bilden. 
 Erstere käme auf genau 100 von 189 Sitzen. Letztere auf 103 von 189 Sitzen.

## Kultur
In Roeselare befindet sich das Koers, ein Museum, das 1998 in einer denkmalgeschützten Feuerwache eröffnet wurde und sich der Geschichte des belgischen Radsports widmet.

## Sport
1911 wurden zwei Fußballklubs in Roeselare gegründet: die Sportvereinigung Roeselare und der Football Club Roeselare. Im Jahr 2005 spielte der KSV Roeselare das erste Mal in der Ersten Division in Belgien mit. Das Stadion wurde deswegen auf 12.000 Plätze ausgebaut.
Der Volleyballverein Knack Roeselare ist ein belgischer Topverein und spielt auch international erfolgreich.
Im Ortsteil Rumbeke befindet sich eine Radrennbahn, die von dem Radrennfahrer Odiel Defraeye, dem ersten belgischen Tour-France-Sieger im Jahre 1912, angelegt worden war. 1925 bekam die Bahn, die zunächst nur aus Erdwällen bestand, eine Betonpiste. In den 1960er Jahren initiierte Albert Sercu, der Vater von Patrick Sercu, eine Wiederherstellung der inzwischen maroden Bahn mit Hilfe von Fans seines Sohnes. 2011 kaufte ein Bauunternehmer das Grundstück mit der inzwischen erneut verfallenen Bahn, ließ diese renovieren und taufte sie Wielerpiste Defraeye-Sercu.

## Persönlichkeiten
- Adrian Willaert (≈1490–1562), Komponist
- Albrecht Rodenbach (1856–1880), Schriftsteller
- Marie-Louise Demeester (1857–1928), Missionarin und Ordensgründerin
- Jules Degeetere (1876–1957), Radrennfahrer
- Dries van Coillie (1912–1998), Priester, Missionar und Autor
- Albert Depreitere (1915–2008), Radrennfahrer
- Gilbert Desmet (1931–2024), Radrennfahrer
- Antoon De Roo (1936–1971), Vogelkundler
- Roger Vangheluwe (* 1936), römisch-katholischer Bischof (1984–2010)
- Michel Noppe (* 1937), Radrennfahrer
- Roland Duhamel (* 1943), Literaturwissenschaftler
- Patrick Sercu (1944–2019), Radsportler und Olympiasieger
- Jean-Pierre Monseré (1948–1971), Radrennfahrer
- Koen De Cauter (* 1950), Jazzmusiker und Chansonsänger
- Geert Bourgeois (* 1951), Rechtsanwalt und Politiker
- Marc Meernhout (1952–2006), Radrennfahrer
- Marc Renier (* 1953), Radrennfahrer
- Paul Bulcke (* 1954), CEO des Lebensmittelkonzerns Nestlé
- Werner Devos (* 1957), Radrennfahrer
- Ivan Messelis (* 1958), Radrennfahrer
- Marc Degryse (* 1965), Fußballspieler
- Axel Everaert (* 1965), Opernsänger und Hochschullehrer
- Hans Kluge (* 1968), Arzt und Regionaldirektor für Europa bei der Weltgesundheitsorganisation (WHO)
- Carll Cneut (* 1969), Schriftsteller und Illustrator
- Yves Vanderhaeghe (* 1970), Fußballspieler
- Louis Ide (* 1973), Politiker
- Stephanie D’Hose (* 1981), Politikerin
- Tom Vandenkendelaere (* 1984), Politiker
- Grace Verbeke (* 1984), Radrennfahrerin
- Oshin Derieuw (* 1987), Boxerin
- Ann-Sophie Duyck (* 1987), Radrennfahrerin
- Jens Debusschere (* 1989), Radrennfahrer
- Koen Naert (* 1989), Langstreckenläufer, u. a. Europameister
- Jelle Wallays (* 1989), Radrennfahrer
- Guillaume Van Keirsbulck (* 1991), Radrennfahrer
- Daan Myngheer (1993–2016), Radrennfahrer
- Alexander Doom (* 1997), Sprinter
- Joran Wyseure (* 2001), Radrennfahrer
- Siebe Wylin (* 2003), Fußballspieler